# Bread and Roses
Pour les articles homonymes, voir Du pain et des roses.
Bread and Roses (« Du Pain et des Roses »), est le titre d'un poème de James Oppenheim (en), publié dans The American Magazine en décembre 1911, qu'il dédie aux « femmes de l'Ouest » (en anglais : the women in the West). Son titre est repris comme slogan lors de la manifestation des ouvrières textiles de Lawrence, Massachusetts en janvier-mars 1912, aujourd'hui connue aux États-Unis sous le nom de « Bread and Roses strike ».

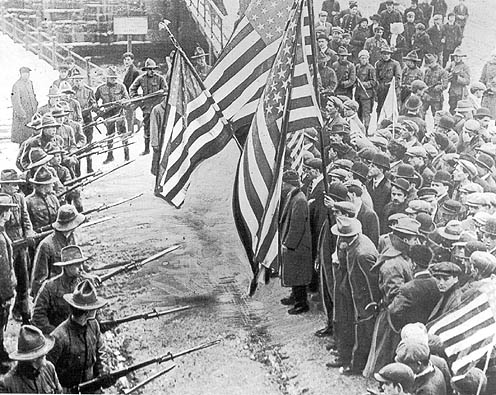
Les gardes nationaux du Massachusetts National, baïonnettes au fusil, entourant une marche pacifique

À travers ce slogan les manifestantes réclamaient alors de meilleurs salaires et conditions de travail.
Le slogan est repris par Ken Loach pour le titre d'un de ses films.
La chanson Bread and Roses est reprise dans la comédie anglaise Pride, du réalisateur Matthew Warchus, sorti en septembre 2014. L'intrigue met en scène l'aide apportée par le groupe londonien des Lesbians and Gays Support the Miners aux familles de mineurs gallois, durant la grève des mineurs britanniques de 1984-1985 qui a opposé les mineurs anglais à Margaret Thatcher.

## Poème et paroles de la chanson
Poème

As we come marching, marching in the beauty of the day,

A million darkened kitchens, a thousand mill lofts gray,

Are touched with all the radiance that a sudden sun discloses,

For the people hear us singing: “Bread and roses! Bread and roses!”

As we come marching, marching, we battle too for men,

For they are women's children, and we mother them again.

Our lives shall not be sweated from birth until life closes;

Hearts starve as well as bodies; give us bread, but give us roses!

As we come marching, marching, unnumbered women dead

Go crying through our singing their ancient cry for bread.

Small art and love and beauty their drudging spirits knew.

Yes, it is bread we fight for — but we fight for roses, too!

As we come marching, marching, we bring the greater days.

The rising of the women means the rising of the race.

No more the drudge and idler — ten that toil where one reposes,

But a sharing of life's glories: Bread and roses! Bread and roses!
Paroles

As we go marching, marching, in the beauty of the day,

A million darkened kitchens, a thousand mill lofts gray,

Are touched with all the radiance that a sudden sun discloses,

For the people hear us singing: “Bread and roses! Bread and roses!”

As we go marching, marching, we battle too for men,

For they are women's children, and we mother them again.

Our lives shall not be sweated from birth until life closes;

Hearts starve as well as bodies; give us bread, but give us roses.

As we go marching, marching, unnumbered women dead

Go crying through our singing their ancient call for bread.

Small art and love and beauty their drudging spirits knew.

Yes, it is bread we fight for, but we fight for roses too.

As we go marching, marching, we bring the greater days,

The rising of the women means the rising of the race.

No more the drudge and idler, ten that toil where one reposes,

But a sharing of life's glories: Bread and roses, bread and roses.

Our lives shall not be sweated from birth until life closes;

Hearts starve as well as bodies; bread and roses, bread and roses.

## Traduction
Alors que nous arrivons, marchant dans la beauté du jour,

Un million de cuisines sombres, un millier de greniers sombres,

Sont touchés par l'éclat d'un soleil radieux soudain,

Car l'on nous entend chanter : « Du pain et des roses ! du pain et des roses ! »

Alors que nous arrivons, marchant, nous bataillons aussi pour les hommes,

Car ils sont les enfants de femmes, et nous les engendrerons de nouveau.

Nous ne suerons pas nos vies de ma naissance à la mort ;

Les cœurs meurent de faim autant que les corps ; donnez nous du pain, mais donnez nous des roses !

Alors que nous arrivons, marchant, d’innombrables femmes mortes

Pleurent alors que nous chantons leur antique cri pour du pain.

Leur esprit besogneux connaissait les petites œuvres d'art, l'amour et la beauté.

Oui, c'est pour le pain que nous nous battons – mais nous nous battons pour les roses aussi !

Alors que nous arrivons, marchant, nous apportons les jours meilleurs.

L'insurrection des femmes signifie la révolte de l'espèce (humaine).

Pas plus de bête de somme que de fainéant – dix qui peinent pour un qui se repose,

Mais un partage des gloires de la vie : du pain et des roses ! du pain et des roses !

## Sources et bibliographie
- (en) Cet article est partiellement ou en totalité issu de l’article de Wikipédia en anglais intitulé « Bread and Roses » (voir la liste des auteurs).
- (en) Bruce Watson, Bread and Roses : Mills, Migrants, and the Struggle for the American Dream, New York, Viking, 2005, 337 p. (ISBN 978-0-670-03397-3).
- (en) Emma Sisk, « How Welsh singing starlet Bronwen Lewis turned rejection on The Voice into big screen Pride », WalesOnline,‎ 13 septembre 2014 (lire en ligne).